# Luca Cellesi

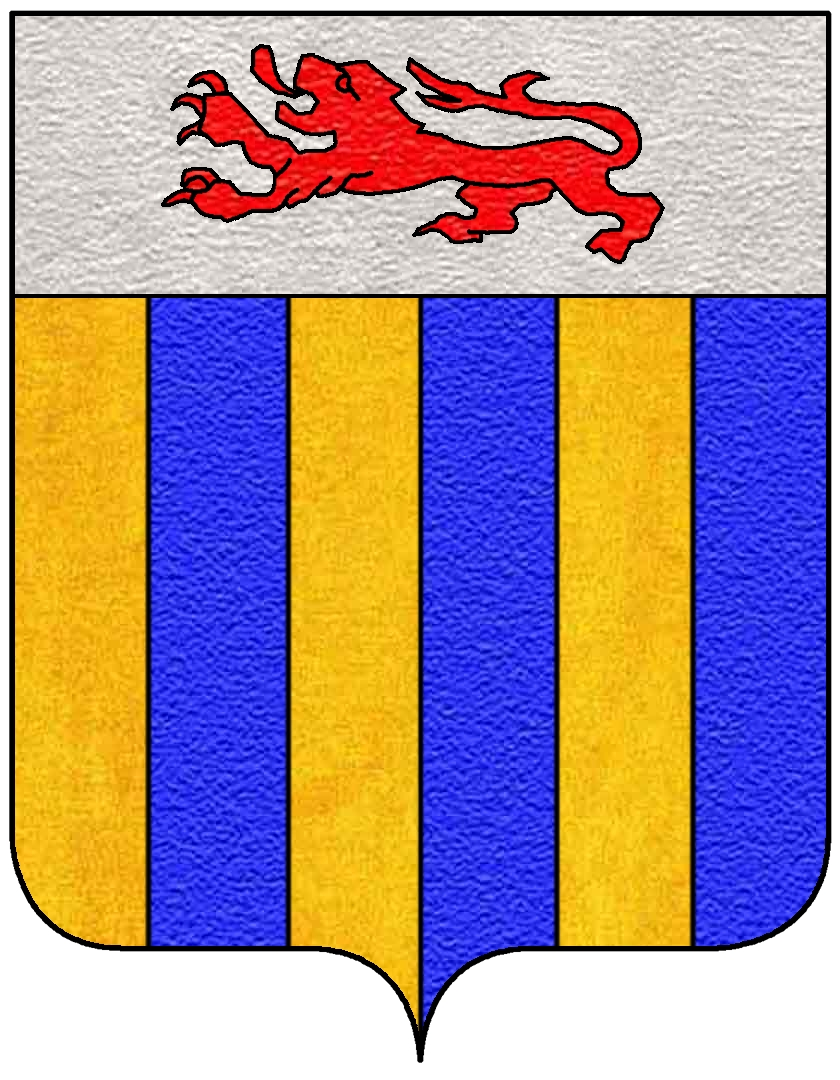
Stemma Cellesi

Luca Cellesi (Pistoia, 1577 – Pistoia, luglio 1661) è stato un vescovo cattolico italiano.

## Biografia
Luca Cellesi nacque in una famiglia di Pistoia legata da sempre alla Chiesa; era imparentato con Tommaso Cellesi, vescovo di Ragusa (Dalmazia) nel 1628 e col cardinale Giulio Rospigliosi, papa nel 1667 col nome di Clemente IX, un cui fratello aveva sposato Lucrezia Cellesi, sorella di Luca. Dopo essere stato governatore di Benevento e nunzio apostolico a Napoli, il 5 luglio 1627 Luca Cellesi venne nominato vescovo di Martirano, una piccola località della Calabria Citeriore sede di una diocesi suffraganea di Cosenza e il cui territorio comprendeva alcuni villaggi di montagna della Valle del Savuto, della Sila Piccola e del Reventino.

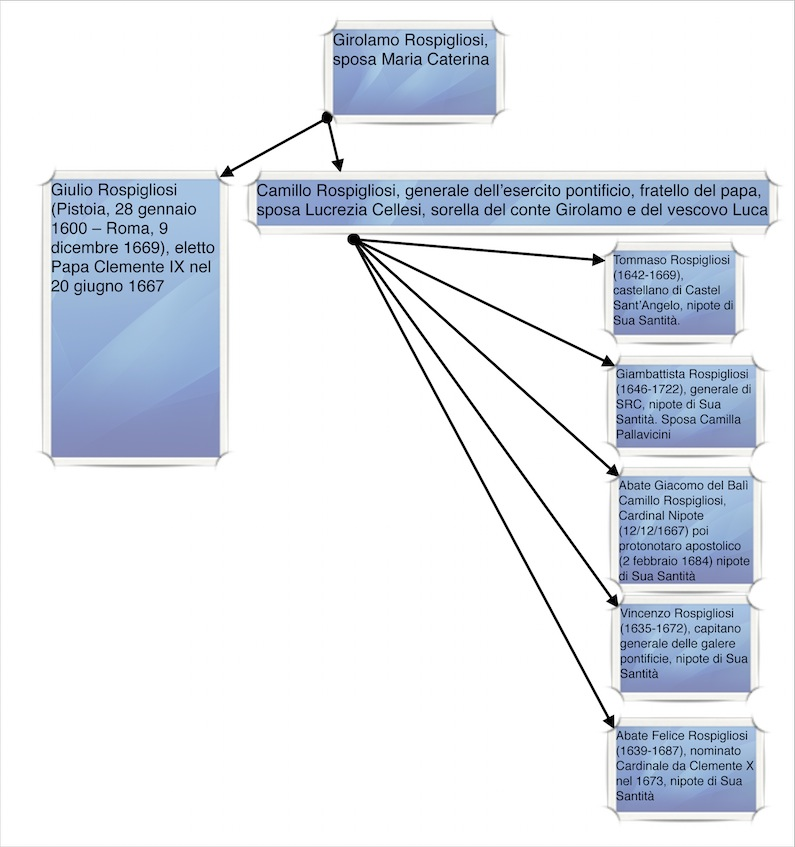
I Rospigliosi e i Cellesi nel 1600

La notte del 27 marzo 1638 e il giorno successivo (domenica delle Palme) il territorio della diocesi venne colpito da un terremoto catastrofico di intensità 11 e magnitudo 7.0 di cui la Relazione ad limina del Cellesi del 1639 costituisce una delle principali fonti documentarie. In quell'occasione vennero distrutti numerosi centri abitati della diocesi (la stessa Martirano, Rogliano, Santo Stefano di Rogliano, Motta Santa Lucia, Marzi, Carpanzano, ecc.); venne distrutta fra l'altro la cattedrale dedicata all'Assunzione di Maria e lo stesso vescovo venne gravemente ferito nel crollo del palazzo vescovile. Mons. Cellesi si rifugiò a Pedivigliano, una località dell'università di Scigliano, e da lì organizzò la ricostruzione degli edifici sacri distrutti e l'organizzazione del territorio devastato.
Nella Relatio ad limina del 1639 Cellesi riferirà che il sisma aveva ridotto la popolazione della diocesi da 12.000 a 6 500 abitanti. Luca Cellesi si adoperò soprattutto per costruire nuovi centri abitati in località di montagna prima di allora spopolate, per lo meno non popolate durante il periodo autunnale e invernale, concedendo in enfiteusi terreni di cui la diocesi di Martirano era proprietaria. Numerosi abitanti di Motta Santa Lucia, Martirano e altre località distrutte dal sisma si trasferirono definitivamente a Decollatura.
Cellesi rimase alla guida della diocesi di Martirano fino al 1661, anno in cui si ritirò a Pistoia per motivi di salute. Morì nella città natale nel 1661 ed è seppellito in un pregevole monumento funebre nella Chiesa di Santa Maria delle Grazie.

## Genealogia episcopale
La genealogia episcopale è:
- Cardinale Guillaume d'Estouteville, O.S.B.Clun.
- Papa Sisto IV
- Papa Giulio II
- Cardinale Raffaele Sansone Riario
- Papa Leone X
- Papa Paolo III
- Cardinale Francesco Pisani
- Cardinale Alfonso Gesualdo di Conza
- Papa Clemente VIII
- Papa Paolo V
- Cardinale Marcello Lante
- Vescovo Luca Cellesi